# José Frías
José Frías (Santiago del Estero, 1792 - San Miguel de Tucumán, 1874) fue un gobernador tucumano. Nació en Santiago del Estero el 19 de marzo de 1792 y falleció el 12 de julio de 1874 en San Miguel de Tucumán.

## Biografía
Se radicó de muy joven en Tucumán, donde se dedicó al comercio y las actividades agrícolas. Adquirió las fincas de Cevil Redondo y San Javier, las que totalizaban una vastísima extensión, desde el Camino Real del Perú hasta las cumbres del cerro. Se dedicó a la cría de mulares, que los vendía en Alto Perú, y tenía también una casa de comercio en la ciudad. Al igual que sus hermanos, los sacerdotes Manuel y Felipe Frías.
En 1831, la Sala de Representantes lo eligió gobernador de Tucumán pero su breve mandato terminó ese mismo año, cuando Facundo Quiroga batió a las fuerzas tucumanas en La Ciudadela y se posesionó de la provincia. Con su familia, Frías debió exiliarse en Bolivia, donde permaneció varios años. Allí dio refugio a su sobrino Félix Frías.[cita requerida] Participaría junto a Marco Avellaneda del asesinato del gobernador Alejandro Heredia en una emboscada preparada por el bando unitario, prestando financiamiento y apoyo monetario a los asesinos. En 1848 bajo la protección del gobernador Celedonio Gutiérrez Zelarayán regresa a Tucumán. Ese mismo año, junto con sus hijos Justiniano y José María, fundó el ingenio azucarero San José, que permaneció en actividad hasta 1966.
Posteriormente, en 1854, ejerció la función de Presidente de la Municipalidad.